# Verduzzo friulano
La verduzzo friulano es una uva blanca cultivada sobre todo en la región de Friuli-Venecia Julia, al noreste de Italia. También puede encontrarse en cantidades significativas en la Denominazione di Origine Controllata (DOC) Piave de la región del Véneto, aunque algunas de estas viñas pudieran ser de verduzzo trevigiano. La verduzzo friulano es usada en vinos monovarietales y de mezcla, que son comercializados dentro de las DOC o como vinos de mesa, y que se vinifican como vinos secos o dulces de vendimia tardía. Según el experto en vino Oz Clarke, algunos de los ejemplares de vino más dulces de verduzzo pueden encontrarse en la Friuli-Venecia Julia y se va vinificando en estilos más secos a medida que uno se adentra en el Véneto.
La uva está vinculada con Ramandolo, que alcanzó el rango de Denominazione di Origine Controllata e Garantita (DOCG) en 2001. También es habitual en la DOC Colli Orientali del Friuli. El experto en vino Karen MacNeil ha señalado que el vino de verduzzo de Ramandolo es "uno de los vinos de postre más ligeros y exquisitos".
Según los escritores de enología Joe Bastianich y David Lynch, la verduzzo tiene potencial para producir vinos dulces, amelados y con notas a cítricos, como una "gominola de naranja", así como vinos blancos secos tánicos y con notas a tiza.

## Historia
La verduzzo tiene una larga historia en el noreste de Italia. La primera referencia de esta uva del 6 de junio de 1409, en una lista de vinos de un banquete en Cividale del Friuli en honor del papa Gregorio XII. Un vino de verduzzo de la comuna de Faedis, en la provincia de Udine, fue servido junto con un vino de Ramandolo, en la zona de Nimis, Torlano. Teniendo en cuenta que romandolo fue un sinónimo antiguo de verduzzo y que un vino de postre de la DOCG se hace exclusivamente con verduzzo, es probable que los dos vinos mencionados en el documento procedan de la misma uva, y que uno sea un vino seco y otro un vino dulce.

## Viticultura
Los viñedos de verduzzo tienden a prosperar en las laderas que están bien expuestas al sol, lo que hace que esta vid de maduración media-tardía pueda madurar por completo. La uva tiende a ser muy resistente a la botrytis y a podredumbre. Es una uva que se adapta bien a la producción de vinos de vendimia tardía.

## Regiones
Durante la mayor parte del siglo XX las plantaciones de la verduzzo estuvieron en declive. En el año 2000 había 1.658 ha plantadas en Italia. La mayoría de estas plantaciones se encontraban en la región de Friuli-Venecia Julia, en la provincia de Udine, sobre todo en los alrededores de los municipios de Nimis, Faedis, Toralno y Tarcento, que tienen una historia muy ligada a esta uva. A las afueras de Friuli, se pueden encontrar plantaciones significativas de verduzzo en el Véneto, en las terrazas del río Piave y en los alrededores de la ciudad de Pramaggiore.
La verduzzo está permitida en varias DOC de Friuli: Colli Orientali del Friuli, Friuli Annia, Friuli Aquileia, Friuli Grave, Friuli Isonzo y Friuli Latisana. También es usada en la DOC Lison Pramaggiore, en el Véneto. También crece la región de la DOC Collio Goriziano, aunque como no es una uva permitida en esa denominación los vinos de esa zona hechos con esta variedad se etiquetan como "vino da tavola" (vino de mesa) en lugar de con la DOC.
La verduzzo también está autorizada en la DOC Piave, también en el Véneto. En la DOC Colli Orientali del Friuli, la uva es usada para hacer vinos dulces de la DOCG Ramandolo. En Ramandolo, esta vid suele encontrarse sobre todo a 380 m s. n. m., al pie de las colinas que rodean el municipio de Nimis.

### Regulaciones de las DOC
A las afueras de Ramandolo, la mayoría de los vinos DOC producidos con verduzzo están sometidos a las regulaciones de las DOC Friuli Grave y Colli Orientali del Friuli. En las regulaciones de las DOC se especifica qué cantidad de cada variedad pueden tener los vinos que se etiqueten con dicha DOC. Por ejemplo, en la DOC de Friuli Aquileia, se pueden producir vinos etiquetados como varietales de verduzzo si tienen, al menos un 85% de esta variedad en la mezcla, cosechada a unos rendimientos no superiores de 12 t/ha y el vino resultante debe tener, al menos, un grado alcohólico del 11%.
En la DOC Colli Orientali del Friuli, se puede hacer un vino varietal de verduzzo con, al menos, un 90% de la variedad y con otras variedades (como friulano, ribolla gialla, pinot blanco, pinot grigio, sauvignon blanc, riesling renano y picolit) para rellenar lo restante. Otras DOC de Friuli a menudo añaden chardonnay, malvasía, müller-thurgau, riesling italico y traminer aromático a la lista citada. Todas las variedades pueden dar un rendimiento máximo de 11 t/ha y el vino resultante debe tener, al menos, un grado alcohólico del 12%.
El vino varietal de verduzzo en las DOC Friuli Annia, Friuli Aquileia y Friuli Isonzo debe hacerse al 100% con esta variedad.
En Annia, las uvas deben ser cosechadas con un máximo de 12 t/ha y deben tener un nivel de alcohol final del 10,5%, aunque en Aquileia e Isonzo se requiere un nivel alcohólico más bajo y unos rendimientos más altos (14 t/ha con un 10% y 13 t/ha con 10.5% respectivamente). En estas tres DOC, se puede usar verduzzo en vinos blancos de mezcla sin límites en el rendimiento de las vides o en el nivel de alcohol. La DOC de Aquileia permite la elaboración de un varietal de verduzzo superiore con un nivel del alcohol del 11%, mientras que la DOC de Isonzo permite también este grado en los vinos blancos espumosos. La DOC Isonzo también produce unos vinos de mezcla de vendimias tardías (vendemmia tardiva) donde la verduzzo no se mezcla con friulano, pinot bianco y chardonnay.
En Friuli Grave, los vinos varietales de verduzzo deben tener al menos un 85% de esta variedad, y debe haber restricciones de 13 t/ha y un nivel de alcohol mínimo del 11% o del 12% para ejemplares superiore. La verduzzo ha sido cosechada con rendimientos ligeramente más altos (de 14 t/ha) y vinificada con un nivel de alcohol de al menos el 10,5%. Los varietales de la DOC Friuli Latisana también tienen un requerimiento del 85% y unas restricciones de rendimientos similares, pero poseen un nivel mínimo de alcohol ligeramente más bajo, del 10,5%. En la DOC Latisana la verduzzo también se ha destacado por su reciente inclusión en muchos vinos blancos con crianza en barrica.
Si bien casi todas las DOC de Friuli especifican que la única verduzzo permitida es la verduzzo friulano, las regulaciones de las DOCs del Véneto de Piave y Lison-Pramaggiore (que está parcialmente en Friuli) no especifican qué variedad de verduzzo puede usarse o permiten directamente el uso de la variedad verduzzo trevigiano. En la DOC Lison-Pramaggiore los varietales de verduzzo sin gas y espumosos se pueden producir con, al menos, un 90% de esta variedad, con n rendimiento máximo de 13 t/ha y con un nivel de alcohol mínimo del 11%. En Piave, el porcentaje de los varietales es del 95% con rendimientos limitados a las 12 t/ha y con un nivel de alcohol mínimo del 11%.

### Ramandolo
Uno de los ejemplares más notables con esta variedad es el vino 100% verduzzo hecho en la DOCG Ramandolo, al norte de la provincia de Udine, en las colinas de Nimis. Ahí los rendimientos están limitados a 10 t/ha, las uvas se dejan en la vid hasta un momento tardío y pueden tener un secado extra tras su recogida. Esto produce unas uvas con una gran concentración de azúcares, que dan al vino una apreciable dulzura incluso con el nivel de alcohol mínimo del 14%.
El experto en vino Peter Saunders describe a los ejemplares bien realizados de añadas favorables de Ramandolo como aromáticos, con cuerpo, ligeramente tánicos y no demasiado dulces. Karen MacNeil menciona que el vino de Ramandolo es amarillo con brillos cobrizos y que tiene notas herbales.

### Fuera de Italia
Fuera de Italia hay pequeñas plantaciones de verduzzo en la vecina Eslovenia, que en 2009 poseía 4,15 ha en la región de Goriška Brda, que es fronteriza con la región italiana de Friuli-Venecia Julia.
En Australia, un productor del valle de King, en Victoria, ha experimentado con esta uva produciendo vinos varietales secos y dulces.
Hasta el 21 de diciembre de 2012, la aparición del nombre de verduzzo en las etiquetas de los vinos no estuvo aprobada por la Alcohol and Tobacco Tax and Trade Bureau (TTB). Esto no significa que no hubiera de estas viñas en los Estados Unidos, pero ningún productor puso el nombre de la variedad en las etiquetas hasta entonces.

## Vinos
La verduzzo tiene potencial para crear una amplia variedad de estilos de vinos. Se producen más vinos secos que dulces. Los vinos dulces tienden a tener más éxito comercial, sobre todo los vinos de postre de vendimia tardía los de estilo passito hechos con uvas secadas tras su cosecha hasta ser casi pasas. Los vinos dulces de verduzzo tienen un cuerpo medio, un color dorado oscuro y aromas a miel. Los secos tienen un cuerpo más ligero y más astringencia debido a su menor balance entre azúcares y taninos.
Según el experto en vino Jancis Robinson, los ejemplares varietales de verduzzo dulces de las añadas favorables pueden ser "poderosos y frescos" y tener potencial para envejecer en la botella durante varios años. Robinson señala que estos vinos a menudo tienen ligeras notas herbáceas y a cedro, además de los aromas a miel comúnmente asociados con este estilo. Sin embargo, para el estilo seco, Robison cree que el carácter astringente del verduzzo tiende a ser más notable.
Oz Clarke describe los ejemplares más dulces de verduzzo como "miel fluida" con notas florales y una estructura ácida. Clarke concuerda con Jancis Robinson en que los ejemplares bien realizados tienen potencial para desarrollarse con la crianza pero cree que los vinos de verduzzo son mejores cuando son "jóvenes y frescos". El escritor y enólogo Victor Hazan, esposo de la autora de libros de cocina Marcella Hazan, recomienda el consumo de vinos dulces de verduzzo, como el de Ramandolo, entre tres y cuatro años después de la cosecha.

### Acompañamiento a las comidas
La amplia variedad de estilos de los vinos de verduzzo hace que sean aptos para varias comidas. Los más dulces suelen acompañar a los postres, a los quesos azules, a las nueces y a la fruta. Los más secos suelen combinar con los pescados y la pasta. En la cocina veneciana se usa para elaborar una salsa suave para el pescado. El autor Victor Hazan remienda el vino DOC Verduzzo Friulano con pollo y aves de caza, ya sea asados o a la parrilla, así como para los guisos de cazuela.

## Subvariedades y parentesco con otras uvas
En Italia hay varias subvariedades de verduzzo que suelen ser de calidad inferior a la de la verduzzo friulano pero que pueden dar más beneficios, debido a su mayor resistencia a las enfermedades de la uva o a sus mayores rendimientos. Una excepción es la verduzzo rascie, que produce racimos más sueltos y menos propensos a la putrefacción, lo que hace que puedan estar en la vid más tiempo y que se puedan producir de ellos mejores vinos de vendimia tardía. La verduzzo giallo (también conocida como yellow verduzzo o verduzzo mandolo) es una de las mejores subvariedades y produce buenos vinos dulces. La verduzzo verde es una variedad rara y de calidad inferior que se encuentra sobre todo en las llanuras de la región de Friuli.
Durante muchos años los ampelógrafos no supieron con seguridad si la verduzzo trevigiano, que fue descubierta en la región de Friuli-Venecia Julia en el siglo XX, estaba emparentada con la verduzzo friulano. Estas dos variedades se habían plantado juntas produciendo grandes rendimientos pero vinos con menos sabor y aroma. Los análisis de ADN en 2010 y 2011 concluyeron que la verduzzo friulano y la verduzzo trevigiano eran variedades distintas. La investigación también provó que la verduzzo plantada en Ramandolo, cerca de Nimis, conocida como verduzzo ramandolo, era la verduzzo friulano.

## Sinónimos
Los sinónimos de la verduzzo friulano son ramandolo, romandolo, verdana friulana, verdicchio friulano, verduc, verduz, verduza, verduzzo, verduzzo giallo, veduzz, verduzo y verduzzo verde.